# Gunnar Örnulf
Hilding Gunnar Konstantin Örnulf, född 12 oktober 1888 i Småland, död 23 juni 1935 i Stockholm, var en produktiv svensk romanförfattare och översättare, verksam i Stockholm. Mellan 1912 och 1928 skrev han närmare 80 böcker, huvudsakligen ungdomsböcker och enklare underhållningsromaner.
Han förmodas stå bakom pseudonymen Gunnar Forssman. De tre romaner (1903–1905) som utgavs under detta namn utgör i så fall hans litterära debut. Han skrev också under pseudonymerna Anna Bjerke, Ebba Trahna, Fred Parker, Leo Debbs, Thure Trolle, Tom Harris och Bertil Borg. Under eget namn skrev han första gången 1914 (Unga hjältar: scoutberättelse).
Mellan 1913 och 1923 översatte han därtill drygt 40 böcker från tyska, franska, engelska och danska, utöver ungdomsböcker bland annat Alexandre Dumas d.ä.:s (Den siste chevalieren, 1913, Drottning Margot, 1920) och Voltaires skildring av Karl XII, Carl XII:s historia (1918, senaste utgåva 1987).